# Šimon Adler
Šimon Adler (15. března 1884, Dobrá Voda – 1944, Osvětim) byl rabín, který pracoval rovněž jako učitel náboženství, matrikář, archivář a odborný publicista. Jako rabín působil ve Staňkově a na Zbraslavi, před vypuknutím druhé světové války byl posledním rabínem Vysoké synagogy v Praze. Stal se obětí holocaustu.

## Život
V letech 1897 až 1901 studoval rabínskou přípravku v Topoľčanech. Do roku 1905 pokračoval ve studiu v rabínském semináři ve Frankfurtu nad Mohanem, pak na univerzitách ve Würzburgu a v Giessenu (1905–1908). Následně se stal učitelem na Israelitische Fortbildungsschule ve švýcarské Basileji, kde zároveň dál studoval. Poté učil v belgických Antverpách. Titul doktora filozofie (PhDr.) získal v roce 1913 na Filozofické fakultě Univerzity v Basileji po obhajobě disertační práce o Židech v Mühlhausenu.
Během první světové války působil jako vojenský kaplan (Armeerabbiner). V letech 1915 až 1916 byl rabínem ve Staňkově.
Nejpozději od roku 1916 žil v Praze. Do roku 1920 pracoval v archivu Židovské náboženské obce v Praze, ve 20. a 30. letech v Nejvyšší radě Svazu židovských náboženských obcí v Čechách. Na státních školách učil náboženství. V letech 1918 až 1921 (a poté znovu od roku 1928) byl rabínem ve Zbraslavi, v letech 1921 až 1926 učil na židovských školách v belgických Antverpách.
Psal odborné publikace (zejm. o právech Židů v českých dějinách) i články do časopisů, např. do Věstníku židovské obce nebo dětského časopisu Jaldut. Pracoval jako matrikář a archivář, inventarizoval archiválie a historicky cenné předměty v synagogách.
V březnu 1943 byl Šimon Adler se svou manželkou Růženou a synem Wolfgangem deportován do Terezína, poté v květnu 1944 do Osvětimi, kde oba rodiče zahynuli. Jako poslední data Adlerova života se uvádějí 18. květen a 11. červenec 1944.

## Rodina

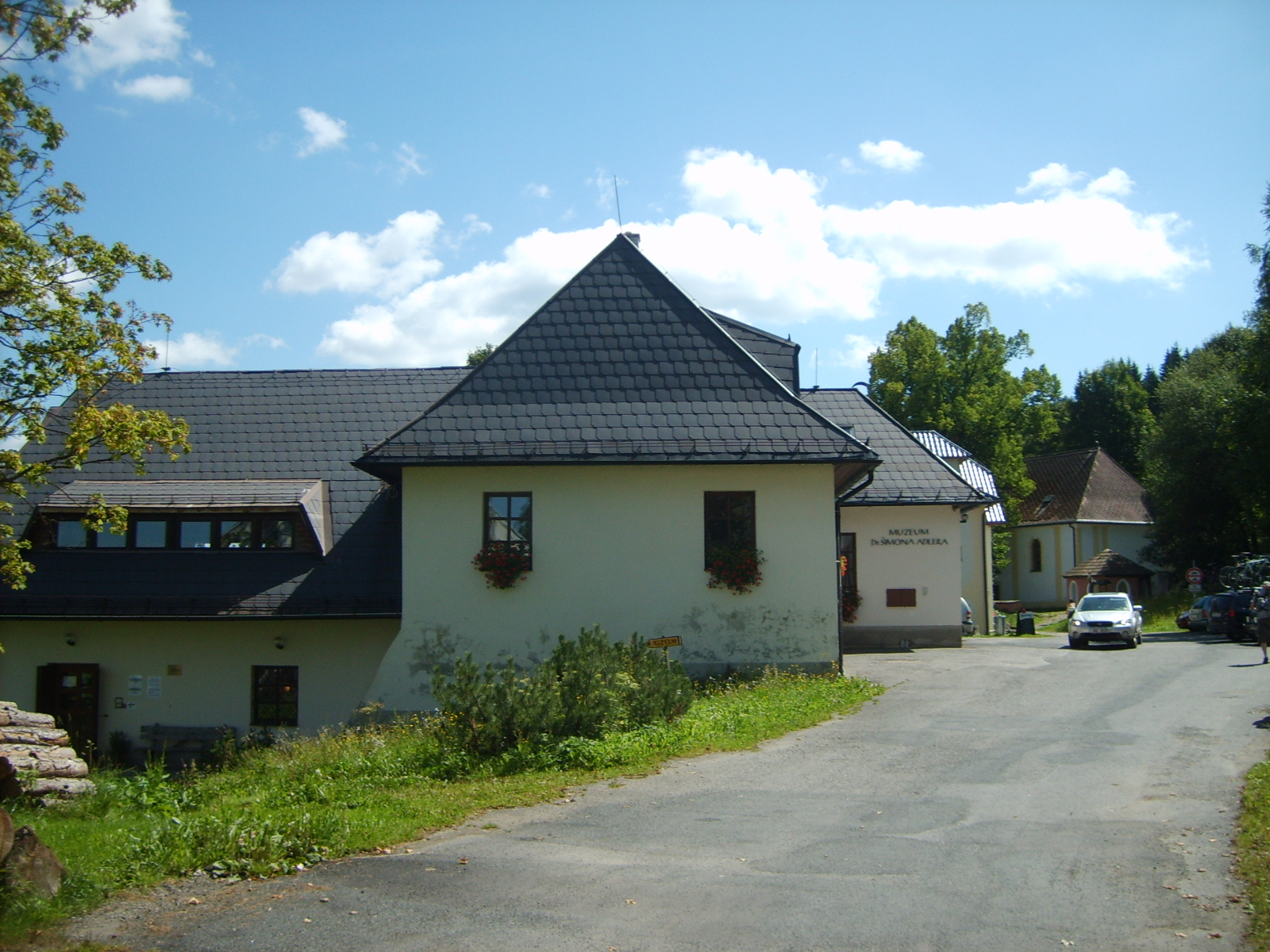
Muzeum Dr. Šimona Adlera v Dobré Vodě

V roce 1919 se oženil s Růženou, rozenou Schifferovou, s níž měl tři syny: Maxe / Matitjahu (1920–2004), Joachima (1923–1937) a Wolfganga / Sinaj (1928–2020).
Wolfgang se zachránil a později se stal rabínem v Izraeli. Jeho zachránce z koncentračního tábora Mauthausen Alois Holub získal v roce 1994 titul Spravedlivý mezi národy. Válku přežil i starší syn Max, který se stal izraelským politikem a diplomatem.
Bratři se podíleli na otevření Muzea Šimona Adlera v jeho rodišti, šumavské Dobré Vodě, které je v provozu od roku 1997.